# Graham Mink
Graham Christian Mink (* 21. Mai 1979 in Stowe, Vermont) ist ein ehemaliger US-amerikanischer Eishockeyspieler, der im Verlauf seiner aktiven Karriere zwischen 1998 und 2014 unter anderem 793 Spiele in der American Hockey League (AHL) auf der Position des rechten Flügelstürmers bestritten hat. Den Großteil davon absolvierte er für die Hershey Bears, mit denen er in den Jahren 2006 und 2009 den Calder Cup gewann, sowie die Portland Pirates und Worcester Sharks. Zudem stand Mink in weiteren sieben Partien für die Washington Capitals in der National Hockey League (NHL) auf dem Eis.

## Karriere
Nachdem Mink in der Saison 1997/98 sein letztes Schuljahr an der Northfield Mount Hermon School beendet hatte, wechselte er im Sommer 1998 an die University of Vermont. Dort lief er zwischen 1998 und 2001 in drei Spielzeiten für die Universitätsmannschaft in der ECAC Hockey der National Collegiate Athletic Association (NCAA) auf. Dabei konnte er erst in seiner letzten Spielzeit dort beeindrucken, in dem ihm 29 Scorerpunkte in 32 Partien gelangen.

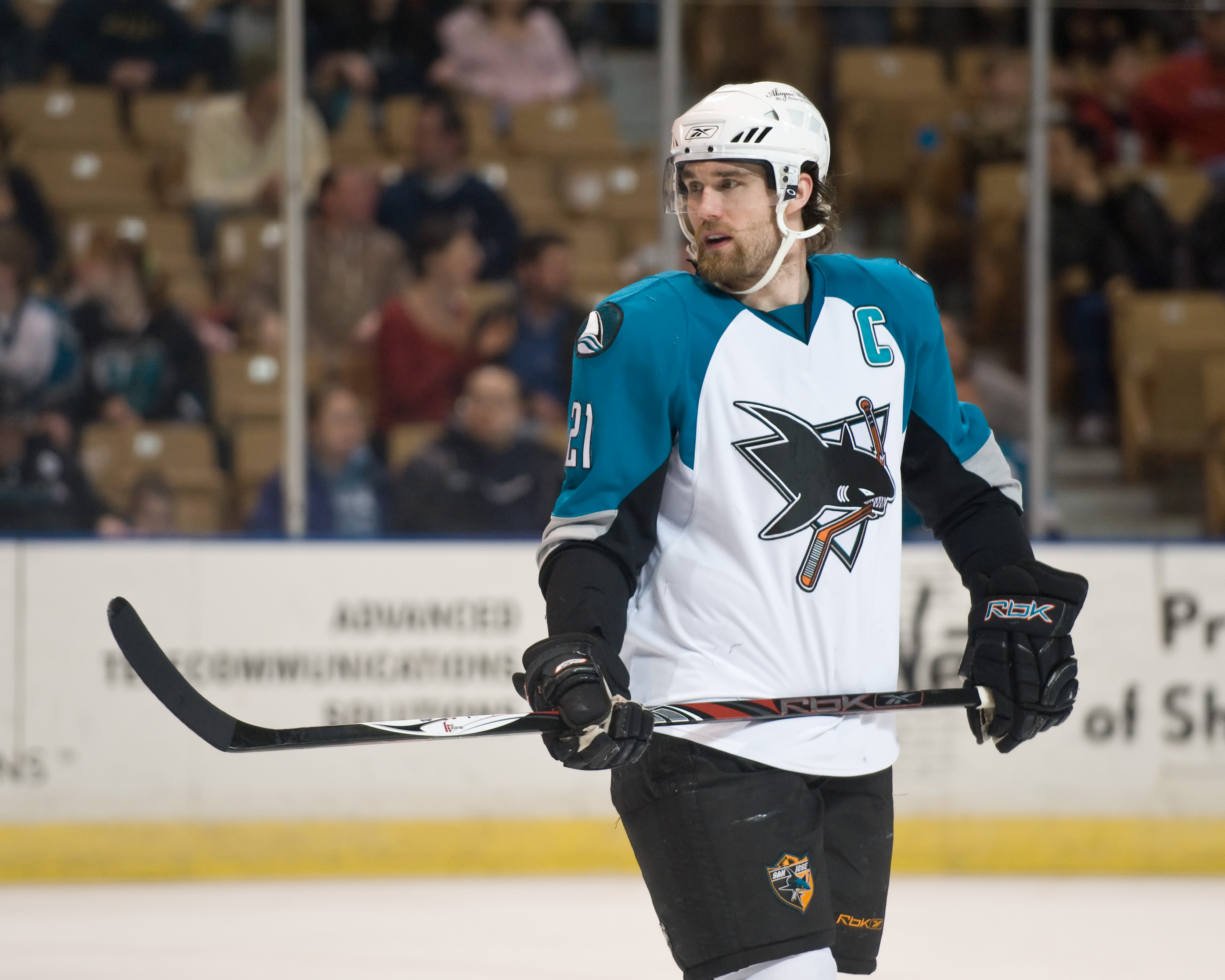
Mink im Trikot der Worcester Sharks (2008)

Da er bis zu diesem Zeitpunkt keinem Franchise der National Hockey League (NHL) aufgefallen war, wechselte er zum Spieljahr 2000/01 ungedraftet ins Profilager, als ihn die Portland Pirates aus der American Hockey League (AHL) unter Vertrag nahmen. Zwar kam er in 56 AHL-Spielen zum Einsatz, musste aber auch in der East Coast Hockey League (ECHL) für die Richmond Renegades aufs Eis, die mit dem Team der Pirates kooperierten. Trotzdem beeindruckte er die Scouts der Washington Capitals, die ebenfalls mit Portland zusammenarbeiteten, so, dass sie ihn noch zum Ende der Spielzeit mit einem NHL-Vertrag ausstatteten. Es dauerte jedoch bis zum Ende der Saison 2003/04, ehe Mink zu seinen ersten beiden NHL-Einsätzen kam. Zuvor hatte er ausschließlich in der AHL für Portland gespielt. Aufgrund des Lockouts in der NHL in der Spielzeit 2004/05 verbrachte der Flügelstürmer auch das gesamte Spieljahr Spieljahr 2004/05 in der American Hockey League.
Zur Saison 2005/06 wechselten die Washington Capitals den Standort ihres Farmteams und arbeiteten fortan mit den Hershey Bears zusammen. Mink kam in diesem Jahr erneut zu drei NHL-Einsätzen, fiel aber auch lange wegen einer Leistenverletzung aus, die ihn zu einer Operation zwang. Durch die Operation kam er zu lediglich 43 AHL-Einsätzen in der regulären Saison, was ihn aber nicht daran hinderte, nach seiner Rückkehr die Bears in den Playoffs mit 21 Punkten in ebenso vielen Spielen zum Gewinn des Calder Cups zu führen. Trotz des Erfolges wurde Minks Vertrag nach der Saison nicht verlängert und so nahmen ihn im Juli 2006 die San Jose Sharks unter Vertrag. Dort schaffte er jedoch auch nicht den Sprung in den NHL-Kader, wodurch er zu den Worcester Sharks in die AHL geschickt wurde. Als Führungsspieler knüpfte er mit seiner Leistung an die vorangegangenen Playoffs an und stellte persönliche Bestmarken in den Kategorien Tore, Vorlagen und Punkten auf. In der darauffolgenden Saison 2007/08 war er Mannschaftskapitän der Worcester Sharks, ehe er nach Auslauf seines Vertrages im Sommer 2008 zurück nach Washington wechselte.
Er verbrachte in der Organisation der Hauptstädter eine Spielzeit und kam dabei noch einmal zu zwei Spielen in der NHL, während er die restliche Saison erneut bei den Hershey Bears verbrachte. Mit den Bears gewann er im Frühjahr 2009 abermals den Calder Cup. Daraufhin wechselte im Sommer 2009 als Free Agent zu den Florida Panthers, die ihn aber ebenso wie San Jose ausschließlich bei den Rochester Americans in der AHL einsetzten, bevor er im August 2010 im Tausch für T. J. Fast an die St. Louis Blues abgegeben wurde. Auch dort spielte er ausschließlich in der AHL für die Peoria Rivermen. Im Juli 2011 unterzeichnete der US-Amerikaner einen AHL-Vertrag für ein Jahr bei den Hershey Bears. Nach Auslaufen des Vertrages wechselte er innerhalb der Liga zu den Providence Bruins, wo er ebenfalls für ein Jahr auf dem Eis stand. Seine Karriere ließ Mink im Spieljahr 2013/14 beim Dornbirner EC in der österreichischen Erste Bank Eishockey Liga (EBEL) ausklingen und beendete anschließend im Alter von 35 Jahren seine aktive Karriere. 

## Erfolge und Auszeichnungen
- 2006 Calder-Cup-Gewinn mit den Hershey Bears
- 2009 Calder-Cup-Gewinn mit den Hershey Bears
- 2010 Teilnahme am AHL All-Star Classic

## Karrierestatistik

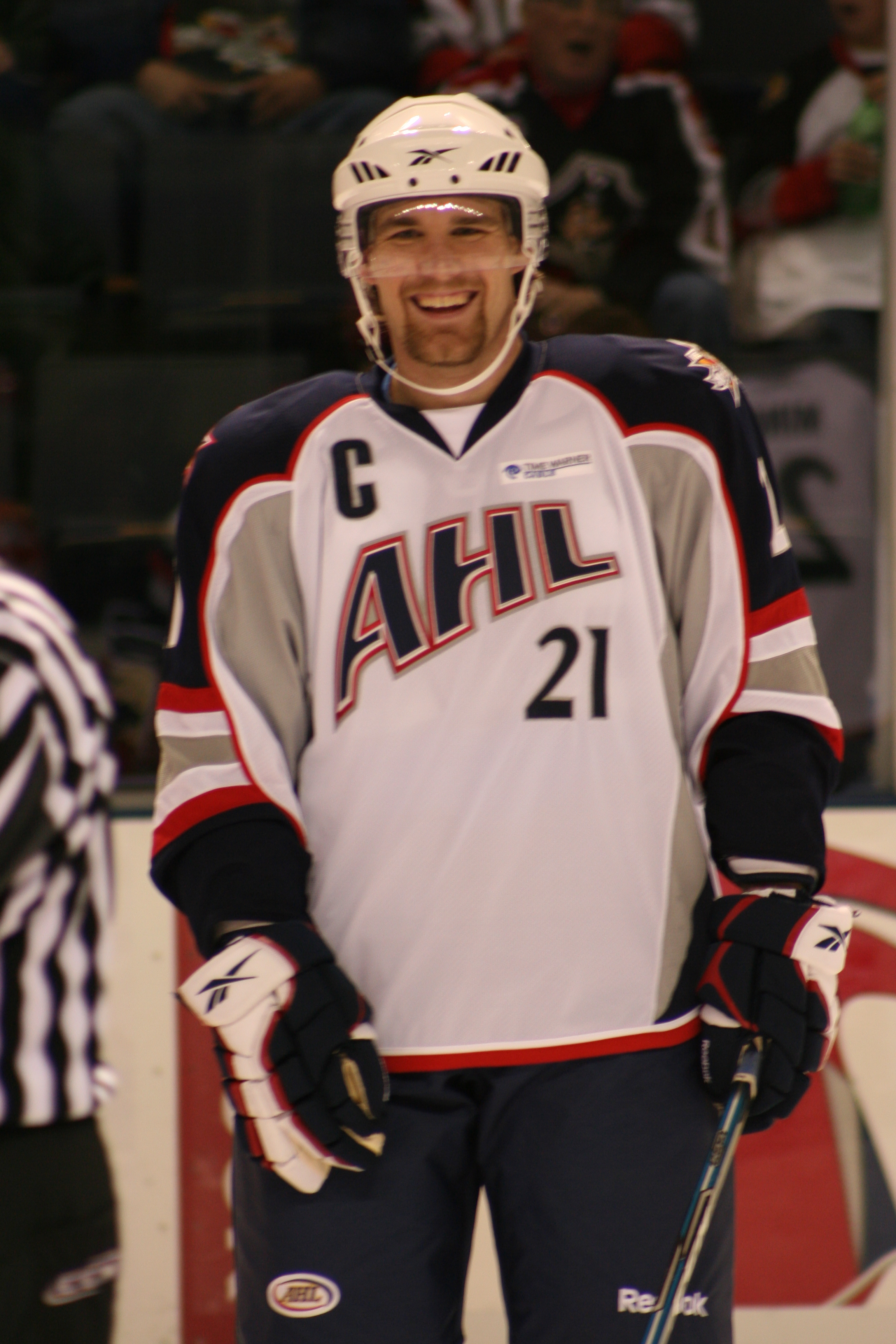
Mink beim AHL All-Star Classic 2010

(Legende zur Spielerstatistik: Sp oder GP = absolvierte Spiele; T oder G = erzielte Tore; V oder A = erzielte Assists; Pkt oder Pts = erzielte Scorerpunkte; SM oder PIM = erhaltene Strafminuten; +/− = Plus/Minus-Bilanz; PP = erzielte Überzahltore; SH = erzielte Unterzahltore; GW = erzielte Siegtore; 1 Play-downs/Relegation; Kursiv: Statistik nicht vollständig)